# Мариупольский десант
Мариу́польский деса́нт — тактический десант, высаженный 8 — 10 сентября 1943 года на Азовском море силами советской Азовской военной флотилии в ходе Донбасской наступательной операции Великой Отечественной войны.

## Обстановка перед десантом
В августе 1943 года в ходе Донбасской операции советские войска Южного фронта Ф. И. Толбухина наступали в том числе и на побережье Азовского моря. Перед воссозданной ещё 3 февраля 1943 года Азовской военной флотилий (командующий контр-адмирал С. Г. Горшков) была поставлена задача активно содействовать наступлению на приморском фланге путём высадки тактических морских десантов. Для решения этих задач флотилия располагала 384-м и 369-м отдельными батальонами морской пехоты и авиационными силами. Недостатком было отсутствие в составе флотилии специальных десантно-высадочных средств, из-за чего высадка десантов производилась с малых боевых кораблей.
У противника в Донбассе оборонялась 6-я немецкая армия генерала К.-А. Холлидта. Враг создал противодесантную оборону побережья, основными узлами сопротивления которой явились порты Таганрог, Мариуполь, Осипенко, Геническ, ряд прибрежных сёл. Одновременно были укреплены десантно-доступные участки побережья, главным образом косы и низменности. Укрепления являлись инженерными сооружениями с системой пулемётных и артиллерийских ДЗОТов, в портах были установлены орудия в железобетонных дотах для стрельбы прямой наводкой. Стационарная береговая артиллерия имелась в Мариуполе и на Арабатской стрелке. Оборону побережья обеспечивали части немецкой 111-й пехотной дивизии, одна пехотная бригада, два пехотных полка, охранный полк, кавалерийский полк, отряд морской пехоты. Из морских сил имелись довольно значительное число катеров и быстроходных десантных барж — кораблей с мощным артиллерийским вооружением и минимальной осадкой, идеально подходящих для действий на мелководьях Азовского моря.

## План десантной операции
В условиях отхода противника командующий фронтом приказал высадить морской десант в районе поселков Ялта, Мелекино, Песчаное западнее Мариуполя. Цель — содействие наступлению 44-й армии для перехвата путей отхода противника от Мариуполя. Было решено производить высадку тремя отрядами:
- 1-й отряд старшего лейтенанта К. Ольшанского (157 человек) западнее посёлка Ялта, с двух катеров «морской охотник»;
- 2-й отряд капитан-лейтенанта Ф. Е. Котанова (160 человек) в районе Мелекино с 2-х бронекатеров и 2-х катеров-тральщиков;
- 3-й отряд капитан-лейтенанта Красникова (120 человек) в районе села Песчаное с 2-х сейнеров.

Отряды должны были разгромить гарнизоны врага в населенных пунктах в районе своих мест высадки, после чего концентрическими ударами атаковать и захватить Мариупольский порт, удерживая его до подхода частей 44-й армии. Исходным пунктом десанта стал Ейск.

## Высадка десанта
8 сентября 1943 года в 3-30 в районе Ялты была высажена рота 384-го отдельного батальона морской пехоты (157 человек, командир лейтенант К. Ф. Ольшанский), которая должна была перехватить прибрежное шоссе и близлежащий узел дорог.
Рота Ольшанского уничтожила 3 огневые точки противника и 1 танк на берегу и в течение 8-9 сентября успешно действовала в тылу врага, нарушая коммуникации противника и уклоняясь от ударов крупных сил. Подразделение выполнило поставленные задачи, продвинулось к Мариуполю. Однако в районе села Мангуш 9 сентября оно было окружено превосходящими силами врага (до батальона). Закрепившись на высоте, морские пехотинцы до захода солнца отбивали атаки врага, а ночью мелкими группами вырвались из окружения и пробрались в Мариупольский порт днём 10 сентября.
Ранее отправленная Ольшанским к Мариуполю часть отряда (33 человека) 9 сентября подверглась преследованию врага, приняла бой и геройски погибла (выжили только трое бойцов).
За время операции ротой Ольшанского уничтожено около 600 солдат и офицеров противника, 5 орудий, 3 миномёта, 10 пулемётов, 1 вкопанный в землю танк, разгромлен обоз из 32 подвод, 4 автомашины. Захвачены 37 пленных. Потери роты составили 27 человек убитыми, 20 — пропавшими без вести, 23 — ранеными.
8 сентября была предпринята попытка высадки второй роты того же батальона (160 человек, во главе с командиром батальона капитаном Ф. Е. Котановым) в районе Мелекино, но ввиду штормовой погоды и обнаружения противником, открывшим артиллерийской огонь по кораблям, она не состоялась. Один катер получил значительные повреждения, погиб 1 боец, 2 ранены (в том числе сам Котанов). Получив донесение об этом, командующий флотилией С. Г. Горшков приказал отменить высадку отряда.
Третий отряд капитан-лейтенанта Красникова при подходе к месту высадки также был обнаружен противником, командир отряда приказал отходить.

## Действия основного десанта
Поскольку рота Ольшанского самостоятельно не имела шансов на выполнение задачи десанта, командующий флотилией объединил второй и третий отряды десанта в основной отряд (283 человека, 2 миномёта, 16 пулемётов, 8 противотанковых ружей), который в ночь с 9 на 10 сентября был высажен в районе Мелекино под командованием командира роты капитан-лейтенанта В. Е. Немченко. Высадка прошла успешно и незаметно для врага. Десант ворвался в Мелекино, где уничтожил около 200 румынских солдат, две батареи 130-мм и 45-мм орудий противника, потеряв при этом только трех человек ранеными. Затем было захвачено и село Песчаное, где враг также понёс потери. Корабли прикрытия провели бой с 4 немецкими БДБ, без потерь потопив одну из них. На рассвете этот десант также подвергся атаке превосходящих сил (до батальона, с 2 танками и миномётами). Ценой полной гибели отряда прикрытия (13 пулемётчиков) десант вырвался из-под удара и ворвался в Мариуполь. Около 12-00 10 сентября после ожесточенного боя десант овладел портом Мариуполь.
В порту противник вновь контратаковал морских пехотинцев. Ценой больших усилий с значительными потерями врагу удалось оттеснить десант к судоремонтному заводу. Там бойцы вновь заняли оборону и отбили с большим уроном для врага атаку карательного отряда СС, подошедший в порт из Мариуполя. К месту боя днём 10 сентября прорвался вспомогательный десант лейтенанта Ольшанского, а вскоре туда же вышли передовые части 44-й армии.
Совместными усилиями десантников и пехотинцев в течение дня 10 сентября был полностью освобожден город и порт Мариуполь. Были сорвана плановая эвакуация войск врага, ему нанесены значительные потери и захвачены трофеи, отбито большое количество приготовленного для вывоза и уничтожения награбленного имущества, а также эшелон с молодыми людьми, приготовленный для отправки в Германию. В бою отрядом В. Э. Немченко уничтожено до 500 солдат и офицеров врага, 7 орудий, 19 автомашин, 2 тягача, захвачено 3 орудия, 13 автомашин, 2 тягача, 20 складов разных в порту. Потери отряда составили 26 убитых, 11 пропавших без вести, 35 раненых.

## Результаты операции
Десант под Мариуполем успешно выполнил поставленную задачу: нарушил коммуникации противника, вызвал в его тылу панику, способствовал срыву планомерной эвакуации из Мариуполя и наступлению советских войск на приморском фланге. Врагу были нанесены значительные потери (по советским данным — до 1 200 убитых, 37 пленных, 16 орудий и миномётов, 42 автомашины и тягача, 10 пулемётов, десятки складов, другое вооружение и военное имущество).
Вместе с тем в ходе операции основной и вспомогательный десанты неоднократно находились под угрозой гибели из-за ошибки командования: для решения крупных задач в зоне сосредоточения вражеских войск выделялись незначительные силы (оба десанта насчитывали всего 440 человек без артиллерии). Каждый раз десантников спасала их хорошая подготовка и массовый героизм личного состава. Общие потери всёх отрядов десанта за трое суток боя составили 54 бойца погибшими, 31 пропавшими без вести и 60 ранеными.
10 сентября 1943 года Москва салютовала освободителям Мариуполя. В приказе Верховного Главнокомандующего были отмечены «моряки контр-адмирала Горшкова, высадившего десант западнее Мариуполя».